# تجارت کانگو

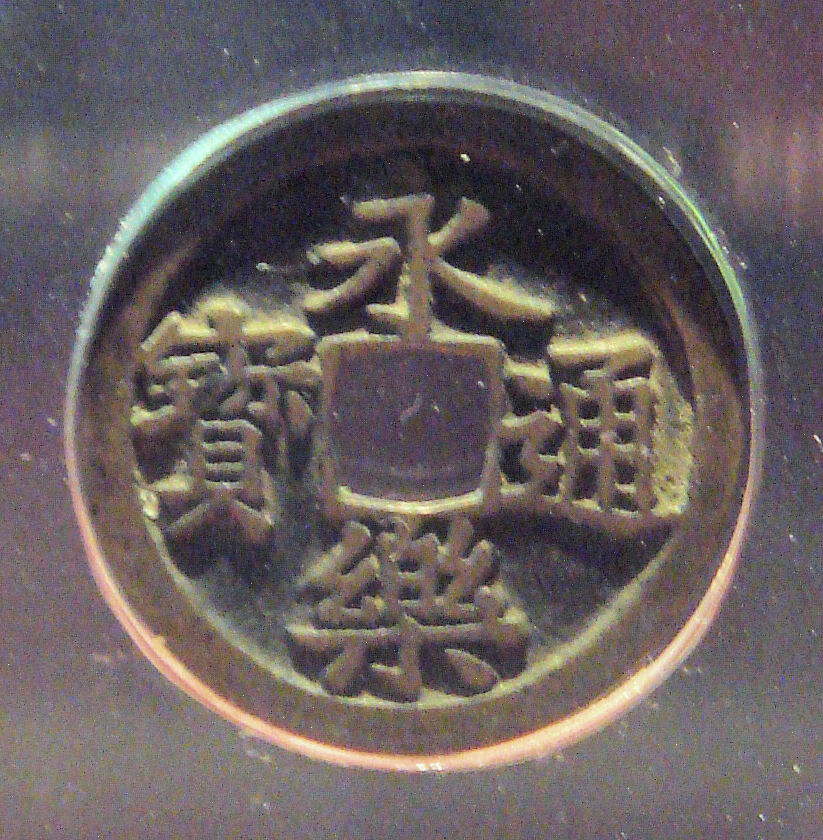
سکه دودمان مینگ که به عنوان ارز در ژاپن استفاده شده‌است.

تجارت کانگو (به ژاپنی: 勘合貿易) یا تجارت نیچی‌مین (به ژاپنی: 日明貿易)، به رابطه تجاری بین چین و ژاپن در دورهٔ موروماچی در قرن چهاردهم میلادی گفته می‌شود، چین که مدت‌ها در زیر سلطهٔ مغول بود توانست مغول‌ها را به طرف شمال چین رانده و در سال ۱۳۹۸ دودمان مینگ را تشکیل دهد. پس از آن در سال ۱۴۰۱ رابطه تجاری ژاپن با چین آغاز شد. این رابطه تجاری سبب نفوذ فرهنگ چین در ژاپن شد.

## تاریخچه
پس از شورش اونین، شوگون‌سالاری آشیکاگا به سختی می‌توانست با توان خود کشتی تجارتی به چین بفرستد و شروع به اتخاذ روش قرعه‌کشی و شرکت دادن بازرگانان در آن شد و از این پس فرستادن کشتی‌های تجارتی به بازرگانان واگذار شد. هزینه ای که بازرگان به شوگون‌سالاری آشیکاگا می‌پرداخت ۳۰۰۰–۴۰۰۰ کان (واحد پول) بود؛ بنابراین تصور می‌شود که ساختار به گونه ای بوده‌است که حتی پس از کسر این مبلغ و هزینه‌های لازم بازرگانان ژاپنی می‌توانستند سود کافی به‌دست آورند. هنگامی که تجارت توسط بازرگانان آغاز شد، فعالیت دزدان دریایی واکو به‌طور موقت کاهش یافت، و منسوجات و خوشنویسی وارداتی بر فرهنگ دوره موروماچی مانند فرهنگ کیتایاما و فرهنگ هیگاشی‌یاما تأثیر گذاشت.
پس از شورش اونین، خاندان هوسوکاوا، فرماندار مستقر در ساکای، خاندان اوئوچی، که به دلیل شورش کنترل استان هیوگو را به دست آورده بود و بازرگانان برجسته در خلیج هاکاتا و ساکای در این تجارت شرکت کردند. در نتیجه حادثه نینگبو در سال ۱۵۲۳، خاندان اوئوچی حق این تجارت را به خود مختص کرد و در سال ۱۵۳۶ اوئوچی یوشیتاکا اعزام کشتی را از سر گرفت.
در سال ۱۵۵۱، یوشیتاکا توسط شورشیان ولایت خود در حادثه معبد تاینی، توسط سوئه هاروکاتا مجبور به خودکشی شد و اوئوچی یوشیناگا (برادر ناتنی اوتومو سورین) در سال ۱۵۵۶ جانشین وی شد. در سال بعد، او و برادرش ،اوتومو سورین یوشینوری اوتومو، یک پیام رسان را به دنبال از سرگیری تجارت با چین فرستادند، اما دودمان مینگ یوشیناگا را به عنوان غاصب مقام اوئوچی یوشیتاکا در نظر گرفت و از این کار خودداری کرد و در سال ۱۵۵۷ با شکست یوشیناگا توسط موری موتوناری و نابودی خاندان اوئوچی نام این خاندان و امید به سرگیری تجارت کانگو نیز از بین رفت پس از آن در آسیای شرقی، تجارت خصوصی و قاچاق توسط بازرگانان و واکو (دزد دریایی) (در اواخر دزدان دریایی واکو) انجام می‌شد. فرمان منع دزدی دریایی توسط تویوتومی هیده‌یوشی در ژاپن در در سال ۱۵۸۸ و اواخر قرن شانزدهم صادر شد و در پی آن فعالیت دزدان دریایی محدود شد. در زمان شوگون‌سالاری توکوگاوا استفاده از شوئین سن یا کشتی‌های دارای مجوز برای تجارت با چین و دیگر کشورها آغاز شد.

## سالشماری
سال، طرف معامله، نماینده
1. سال ۱۴۰۱ شوگون‌سالاری آشیکاگا
2. سال ۱۴۰۳ شوگون‌سالاری آشیکاگا، کنچو کیمیتسو
3. سال ۱۴۰۴ شوگون‌سالاری آشیکاگا
4. سال ۱۴۰۵ شوگون‌سالاری آشیکاگا
5. سال ۱۴۰۷ شوگون‌سالاری آشیکاگا، کنچو کیمیتسو
6. سال ۱۴۰۸ شوگون‌سالاری آشیکاگا، کنچو کیمیتسو
7. سال ۱۴۰۸ شوگون‌سالاری آشیکاگا، کنچو کیمیتسو
8. سال ۱۴۱۰ شوگون‌سالاری آشیکاگا، کنچو کیمیتسو
9. سال ۱۴۳۳ شوگون‌سالاری آشیکاگا
10. سال ۱۴۳۵ شوگون‌سالاری آشیکاگا
11. سال ۱۴۵۳ شوگون‌سالاری آشیکاگا
12. سال ۱۴۶۸ شوگون‌سالاری آشیکاگا・خاندان هوسوکاوا・خاندان اوئوچی
13. سال ۱۴۷۷ شوگون‌سالاری آشیکاگا
14. سال ۱۴۸۴ شوگون‌سالاری آشیکاگا
15. سال ۱۴۹۵ شوگون‌سالاری آشیکاگا・خاندان هوسوکاوا
16. سال ۱۵۰۹ خاندان هوسوکاوا، سو سوکی
17. سال ۱۵۱۲ خاندان هوسوکاوا・خاندان اوئوچی، ریوآن کیگو
18. سال ۱۵۲۳ خاندان اوئوچی. خاندان هوسوکاوا
19. سال ۱۵۴۰ خاندان اوئوچی
20. سال ۱۵۴۹ خاندان اوئوچی، ساکوگن شوریو